# Philipp Ludwig Statius Müller
Philipp Ludwig Statius Müller (Esens, 1725. április 25. – Erlangen, 1776. január 5.) német zoológus, ornitológus és entomológus. Zoológiai szakmunkákban nevének rövidítése: „Statius Müller”. vagy P.L.S. Müller, néha csak Müller.

## Élete és munkássága
Statius Müller Esensben (kelet-frízföldi Grófság) született. Erlangenben, a természettudományok professzora volt. 1773–1776 között lefordította német nyelvre Carl von Linné Systema Naturae című művét. Az 1776-os évi ráadásban, először vannak leírva a következő fajok: dugong (Dugong dugon), guanakó (Lama guanicoe), pottó (Perodicticus potto), lagúnagém (Egretta tricolor), fehérbóbitás kakadu (Cacatua alba), vörösfarú kakadu (Cacatua haematuropygia) és a rejtélyes hoacin (Opisthocomus hoazin).
1766-ban a Leopoldina Német Természettudományos Akadémia tagjává választották.
Philipp Ludwig Statius Müllert nem kell összetéveszteni Salomon Müllerrel (1804–1864), aki szintén ornitológus volt, és a dán Otto Friedrich Müllerrel (1730–1784). Megjegyzendő, hogy a családnevet, abban az időben is és manapság is umlaut nélkül kell kiejteni.

## Művei
- De Zeedemeester der kerkelyken. Fongerlo, Amsterdam, 1750
- De traanen eenes volks, over het verlies van een eminent Opper-Hoofd. Leeuwarden, 1751
- Die rechtmäßige Freude über die Wohlthaten Gottes das Jenaische Universitäts-Jubilär betr. Jena, 1758
- Dissertationis de justo probabilitatis valore et usu sectio teria. Erlangen, 1758
- Oratoriam extemporaneam a praeivdiciis nonnvllis, qvibvs est obnoxia vindicat. Camerarius, Erlangen, 1758
- Kurze Anleitung zur Holländischen Sprache. Erlangen, 1759
- Einsame Nachtgedanken. Wien, 1761
- Kort Ontwerp van de zedelyke Oogmerken Gods by de Schepping en Regeering deezer Waereld. Amsterdam, 1762
- Dvbia Coralliorvm Origini Animali Opposita. Camerarius, Erlangen, 1770
- Bedenkingen betreffende den dierlijken oorsprong der koraal-gewassen. Blussé, Dordrecht, 1771
- Des Ritters Carl von Linné … vollständiges Natursystem : nach der zwölften lateinischen Ausgabe und nach Anleitung des holländischen Houttuynischen Werks mit einer ausführlichen Erklärung ausgefertigt von Philipp Ludwig Statius Müller. Gabriel Nicolaus Raspe, Nürnberg, 1773–1775
  - Teil 1: Von den säugenden Thieren. 1773, Online
  - Teil 2: Von den Vögeln. 1773
  - Teil 3: Von den Amphibien. 1774, Online
  - Teil 4: Von den Fischen. 1774
  - Teil 5, Band 1: Von den Insecten. 1774
  - Teil 5, Band 2: Von den Insecten. 1775
  - Teil 6, Band 1: Von den Würmern. 1775
  - Teil 6, Band 1: Von den Corallen. 1775
- Supplements- und Register-Band über alle sechs Theile oder Classen des Thierreichs. Gabriel Nicolaus Raspe, Nürnberg, 1776
- Verzeichniß einer zahlreichen und auserlesenen Sammlung von Naturalien. Erlangen, 1778 p.m.

## Philipp Ludwig Statius Müller által alkotott és/vagy megnevezett taxonok
Az alábbi linkben megnézhető Philipp Ludwig Statius Müller taxonjainak egy része.

## Fordítás
- Ez a szócikk részben vagy egészben  a   Philipp Ludwig Statius Müller című angol Wikipédia-szócikk ezen változatának fordításán alapul.  Az eredeti cikk szerkesztőit annak laptörténete sorolja fel. Ez a jelzés csupán a megfogalmazás eredetét és a szerzői jogokat jelzi, nem szolgál a cikkben szereplő információk forrásmegjelöléseként.